# Malesh Soro
Malesh Soro – południowosudański trener piłkarski.

## Kariera trenerska
Od 20 maja 2011 do czerwca 2012 prowadził narodową reprezentację Sudanu Południowego. Był pierwszym selekcjonerem tej reprezentacji.